# 奧爾薩列塔峰
46°20′37.2″N 8°32′11″E / 46.343667°N 8.53639°E
奧爾薩列塔峰（Pizzo d'Orsalietta），是瑞士的山峰，位於該國南部，由提契諾州負責管轄，屬於勒蓬廷阿爾卑斯山脈的一部分，海拔高度2,476米，每年平均降雨量2,204毫米。

## 外部連結
- Pizzo d'Orsalietta on Hikr （页面存档备份，存于）